# Charlotte for Ever (film)
Charlotte for Ever è un film del 1986 diretto da Serge Gainsbourg.
Il film ruota intorno al morboso ed intenso rapporto incestuoso creatosi tra Stan (Serge Gainsbourg) e la figlia quindicenne Charlotte (Charlotte Gainsbourg); fece particolarmente scandalo al momento della sua uscita poiché tratta i temi dell'incesto e della pedofilia.

## Trama
Stan è uno sceneggiatore di Hollywood con velleità letterarie che, a seguito di un tragico incidente stradale, nel quale morì tra le fiamme sua moglie, è divenuto un alcolizzato cronico, ossessionato dal sesso e con tendenze suicide, senza più ragioni di vita se non la sua adorata figlia Charlotte.
Lasciandosi andare in questo modo, l'uomo, oltre a minare la propria salute, non è più in grado di lavorare (si riduce a presentare testi altrui) e per questo, ridottosi in condizioni economiche critiche, cerca sempre di sfilare del denaro a suo cognato Leon, un omosessuale in crisi perché l'amico Stefanin l'ha piantato, e soprattutto all'amico e produttore Herman che, esasperato dai pessimi lavori di Stan e preoccupato per la piccola Charlotte, esorta l'uomo a riprendere a lavorare seriamente e a consegnargli qualcosa entro breve.
Il legame tra padre e figlia è segnato da accesi litigi generati da Charlotte che, non cessando mai di ricordargli il terribile incidente, lo incolpa della morte della madre portandolo all'esasperazione.
Colpevolizzandolo in questo modo, Charlotte ha finito con il tenere in pugno il padre, che però non si fa scrupoli nel portare in casa delle prostitute, né di concedersi rapporti sessuali con le compagne di scuola di Charlotte, motivi per cui la ragazza si dispera, prendendosela con Stan e con le amanti del padre, alle quali la ragazza proclama tra ira e pianti che "papà è suo".
Tra accesi contrasti, tenere riappacificazioni, ricordi materni e proteste di innocenza, Charlotte infine fa sapere al padre che lei è sempre stata perfettamente convinta della sua non colpevolezza e che le sue accuse e il suo rancore non erano che un mezzo per tenere avvinto a sé l'amato genitore confessandolo solo quando, trovando Stan in preda a una crisi cardiaca e temendo di perderlo, gli dice la verità riappacificandosi con lui.

## Controversie
Nel 1984, due anni prima che Charlotte for Ever fosse distribuito, Gainsbourg aveva composto ed eseguito la canzone Lemon Incest con sua figlia, Charlotte Gainsbourg. La canzone aveva suscitato scandalo in quanto contiene pesanti riferimenti all'incesto e alla pedofilia che il pubblico pensò fossero in parte autobiografici. Il film Charlotte for Ever esplora tematiche simili. A causa dell'età di Charlotte Gainsbourg (all'epoca quindicenne) e del fatto che interpretasse un personaggio con lo stesso nome morbosamente attratto dal proprio padre (e che lo era effettivamente anche nella vita reale), la pellicola riportò in auge il sospetto che Gainsbourg stesse veramente abusando sessualmente della figlia adolescente. Da adulta Charlotte Gainsbourg difese ripetutamente la memoria del padre, ripetendo che non c'era nulla di morboso nella loro relazione padre-figlia, e dichiarando che l'intenzione di Gainsbourg era solo quella di provocare il pubblico benpensante, negando infine ogni abuso nei suoi confronti da parte del padre.